# Zero-G (estúdio)
Zero-G, Inc. (株式会社ゼロジー, Kabushiki-gaisha Zerojī) é um estúdio de animação japonês fundado em junho de 2011. O estúdio está localizado em Suginami, Tóquio.

## Trabalho

### Séries de televisão
| Título                                         | Canal de Difusão    | Estreia Data de início | Encerramento Data do final | Eps | Notas                                                                                      | Ref (s)              |
| ---------------------------------------------- | ------------------- | ---------------------- | -------------------------- | --- | ------------------------------------------------------------------------------------------ | -------------------- |
| Battery                                        | TV Fuji (Noitamina) | 14 de julho de 2016    | 22 de setembro de 2016     | 11  | Baseado em um romance escrito por Atsuko Asano.                                            | [ 2 ] [ 3 ] [ 2 ]    |
| Piace: Watashi no Italian                      | Tokyo MX            | 11 de janeiro de 2017  | 29 de março de 2017        | 12  | Baseado em um mangá escrito por Atsuko Watanabe.                                           | [ 4 ]                |
| Tsugumomo                                      | Tokyo MX            | 3 de abril de 2017     | 19 de junho de 2017        | 12  | Baseado em um mangá escrito por Yoshikazu Hamada.                                          | [ 5 ] [ 6 ] [ 7 ]    |
| Dive!!                                         | TV Fuji (Noitamina) | 6 de julho de 2017     | 21 de setembro de 2017     | 12  | Baseado em um romance escrito por Eto Mori.                                                | [ 8 ] [ 9 ]          |
| Nil Admirari no Tenbin: Teito Genwaku Kitan    | Tokyo MX            | 8 de abril de 2018     | 29 de junho de 2018        | 12  | Baseado em um romance visual de Otomate.                                                   | [ 10 ] [ 11 ] [ 12 ] |
| Doreiku                                        | BS11                | 13 de abril de 2018    | 29 de junho de 2018        | 12  | Baseado em um mangá ilustrado por Hiroto Ōishi. Co-produção com TNK.                       | [ 13 ] [ 14 ] [ 15 ] |
| One Room Second Season                         | Tokyo MX            | 3 de julho de 2018     | 25 de setembro de 2018     | 13  | Trabalho original. Continuação de One Room.                                                | [ 16 ] [ 17 ]        |
| Grand Blue                                     | MBS                 | 14 de julho de 2018    | 29 de setembro de 2018     | 12  | Baseado em um mangá escrito por Kenji Inoue.                                               | [ 18 ] [ 19 ]        |
| The Idolmaster SideM Wake Atte Mini!           | Tokyo MX            | 9 de outubro de 2018   | 25 de dezembro de 2018     | 12  | Baseado em um mangá ilustrado por Sumeragi. Spin-off de The Idolmaster SideM.              | [ 20 ]               |
| Rinshi!! Ekoda-chan                            | Tokyo MX            | 8 de janeiro de 2019   | 26 de março de 2019        | 12  | Baseado em um mangá de quatro painéis escrito por Yukari Takinami. Episódio quatro apenas. | [ 21 ]               |
| My Roommate Is a Cat                           | AT-X                | 9 de janeiro de 2019   | 27 de março de 2019        | 12  | Baseado em um mangá escrito por Minatsuki.                                                 | [ 22 ] [ 23 ]        |
| Rikei ga Koi ni Ochita no de Shōmei Shite Mita | ASA                 | 2020                   | ASA                        | ASA | Baseado em um mangá escrito por Alifred Yamamoto.                                          | [ 24 ]               |
| Tsugu Tsugumomo                                | ASA                 | 2020                   | ASA                        | ASA | Continuação de Tsugumomo.                                                                  | [ 25 ]               |

### OVAs
| Título                               | Diretor (es)    | Liberado               | Eps | Notas                                           | Ref (s) |
| ------------------------------------ | --------------- | ---------------------- | --- | ----------------------------------------------- | ------- |
| One Room Second Season               | Shinichirō Ueda | 30 de novembro de 2018 | 1   | DVD especial.                                   | [ 26 ]  |
| The Idolmaster SideM Wake Atte Mini! | Mankyū          | 22 de março de 2019    | 1   | DVD especial.                                   |         |
| Tsugumomo                            | Ryōichi Kuraya  | 2020                   | 1   | Episódio OVA empacotado com um volume de mangá. | [ 25 ]  |